# プルゼニ - クラトヴィ - ジェレズナー・ルダ線
プルゼニ - クラトヴィ - ジェレズナー・ルダ線（チェコ語: Železniční trať Plzeň – Klatovy – Železná Ruda）は、チェコ鉄道の鉄道線の名称である。路線番号は183。
1877年、帝国特認ピルゼン・プリーゼン・コーモタウ鉄道（ドイツ語: Eisenbahn Pilsen–Priesen(–Komotau), EPPK）によって開業した。チェコ西部を南北に結ぶ路線である。ドイツとの国境に達する路線であるが、チェコ～バイエルンの輸送は180号線が主に担っている。なお、170号線の一部として案内されているプルゼニ - クラトヴィ間については、170号線の項目にて記載し、本頁では主にクラトヴィ - ジェレズナー・ルダ間について記載する。

## 沿線概況
この路線の起点バイエルン・アイゼンシュタイン＝ジェレズナー・ルダ・アルジビエティーン駅はドイツとチェコの境界駅であり、駅舎中心に国境線がある。列車はジェレズナー・ルダを通過して最高点のシュピチャーク駅に到着する。この路線は全長1747 mのシュピチャークトンネルでボヘミア森の峠を通過する。このトンネルは2007年までチェコで最も長かった。列車はニールスコまでボヘミア森の東の方側面に走行して、いくつかのカーヴを曲がりウーフラヴァ川に接近する。ヤノヴィツェ駅の寸前にかつてボヘミア＝モラヴィア横断鉄道（Böhmisch-Mährische Transversalbahn）路線であったホラジュギョヴィツェ- ドマジリッツェ線がこの路線と合流する。旧横断鉄道線はクラトヴィ駅で再び分岐して、この路線はプルジェドまでウーフラヴァ川およびラトブザ川と平行に伸びる。プルゼニ - ヘブ線とプルゼニ - フルト線がこの路線と合流すると、列車はプルゼニ中央駅に到着する。

## 歴史

### ピルゼン・プリーゼン・コーモタウ鉄道および国有化
19世紀中期にバイエルンとボヘミアを結ぶ鉄道建設が計画されて、最も短い経路はアイゼンシュタインを通過する鉄道路線であった。1850年代にはボヘミア森の地形上難点のため鉄道建設は不可能で、特にオーストリア帝国が資金を自体的に供給できなかったことが原因であった。1872年6月28日EPPKは法律によりピルゼン（現在プルゼニ）とアイゼンシュタインの国境線を結ぶ鉄道に関する建設許可と財政的利益の権限を獲得した。同年11月13日に建設許可は正式に与えられた。1874年4月10日に帝国政府はEPPKに700万フローリン相当の資金を前倒しした。同年4月23日EPPKはオーストリア財務省と協約を結び、資金の代価で政府に株式を供給した。
1876年10月6日ピルゼン - ノイエルン（現在ニールスコ）間が開業された。1877年10月20日ボヘミア森を貫通するノイエルン - アイゼンシュタイン間はとても難しい工事の末に完成した。一方、オーストリア・ハンガリー帝国とバイエルン王国は1873年3月30日ランダウ - ピルゼン間鉄道建設に関する条約を締結することで、この路線とランツフート - アイゼンシュタイン線の建設と運営事項が規定された。第13条により国境駅アイゼンシュタイン駅に共同の駅舎が建設されて、乗降場はオーストリア側とバイエルン側に分離された。
1884年7月1日付きにEPPKは国有化されこの路線もオーストリア帝国鉄道（k.k.österreichischer Staatsbahnen, kkStB）に組み入れられた。1888年10月ボヘミア＝モラヴィア横断鉄道（Böhmisch-Mährische Transversalbahn）が開通されて、ヤーノヴィツ（現在ヤノヴィツェ） - クラッタウ（現在クラトヴィ）区間はこの路線の共通区間となった。

### チェコスロバキア鉄道
第一次世界大戦の終結後、チェコスロバキア国営鉄道（Československé státní dráhy）が国内のkkStBの路線を引き受けて、この路線もČSDに組み入れられた。
1938年秋にナチス・ドイツがズデーテン地方を占領してアイゼンシュタイン - ニールスコ間はドイツ国営鉄道レーゲンスブルク管理局に組み入れられた。国境駅はヤノヴィツェ駅に変更されて、ズデーテン区間の路線番号はランツフート - アイゼンシュタイン線の番号と統合された。ボヘミア・モラヴィア保護領の設置以後、残りの区間はドイツ国鉄傘下のボヘミア・モラヴィア鉄道（Českomoravské dráhy – Protektoratsbahnen Böhmen und Mähren, ČMD-BMB）により引き受けられた。終戦直前にクラトヴィ駅は空襲で破壊された。
第二次世界大戦の終結後、この路線はČSDの路線網に復帰した。1951年冬にディーゼル動車が導入されて、プルゼニ方面の急行列車として用いられた。1953年9月3日付きにドイツ方面の列車運行は鉄のカーテンの影響により中止された。柵が駅舎から線路を横断して設置され、駅舎に国境線を表示する内壁が新た築かれた。ČSDの旅客列車はジェレズナー・ルダ駅まで通行して、その駅では機関車交換が不可能で、それが運営の問題点となった。1959年クラトヴィ駅舎は改築されて、戦争で破壊された建物を置き換えた。
1991年6月2日に国際列車運行が再開して、国境駅の柵は撤去された。

### チェコ鉄道
1993年1月1日チェコスロバキアの分離により、この路線は新生のチェコ鉄道（České Dráhy, ČD）により引き受けられた。クラトヴィ-プルゼニ区間の電化・改修工事は1990年代初に決定されて、1996年9月21日に完了した。
2000年から2003年までジェレズナー・ルダ - シュピチャーク間の施設が更新された。2006年夏の時刻表改正以後、バイエルン森鉄道（Waldbahn）の列車の一部がシュピチャーク駅まで通行することとなった。2013年12月よりジェレズナー・ルダ-クラトヴィ区間にバイエルン森鉄道の列車が2時間ごとに通行する予定であった。しかし実行は延期されて、計画は結局取り止められた。

## 運行形態
地域輸送の場合、プルゼニ州運輸連合（Integrovaná doprava Plzeňského kraje, IDPK）はこの路線の運賃制を担当する。

### 特急「リフリーク(R)」
- ベロウンカ号：　プラハ - クラトヴィ - ジェレズナー・ルダ
一日2往復の運行。クラトヴィ以北は170号線に乗入れる。ほぼ各駅に停車し、快速・普通と合わせて2時間間隔での運行となる。
過去の運行形態
2014年以前は、一日2.5往復の運行であった。
2014年末に、特別リフリーク(Rx)の種別に格上げとなった。
2017年末に、一日3往復に増発された。
2018年末に、列車種別がリフリーク(R)に戻された。
2019年末に、一日2往復に減便された。

### 快速「スピェシニー(Sp)」
- シュマヴァ号：　プルゼニ - クラトヴィ - ジェレズナー・ルダ　【土曜・休日と冬季・夏季の平日運行】
一日1往復の運行。クラトヴィ以北は170号線に乗入れる。
過去の運行形態
2017年以前は、通年一日1.5往復の運行であった。各駅停車であるが、ペトロヴィツェを通過する列車もあった。
2018,2019年度は運休していた。
2019年末に、季節限定で復活した他、ゼレナー・ルホタ以北で快速運転する様になった。デシェニツェを通過していた。
2022年度より、土曜・休日に限り通年運行となった。
2024年度より、デシェニツェ停車となった。

### 普通
- クラトヴィ～ジェレズナー・ルダ・アルジビェチーン間
平日一日7往復、休日一日6往復の運行で、特急と合わせて2時間間隔のダイヤとなっている。一部を除き、線内のみの運行。
過去の運行形態
2014年以前は、平日一日6往復、休日一日5往復の運行であった。また、シピチャーク～ジェレズナー・ルダ・アルジビェチーン間には、ドイツ国鉄905号線の列車が一日2往復乗り入れていた。ペトロヴィツェに停車する列車は少なく、一日3往復と、平日限定のクラトヴィ - ニールスコ間の区間運転列車一日2往復のみが停車していた。
2014年末に、ドイツ国鉄905号線との直通を取りやめた。
2018年度に限り、全列車ペトロヴィツェ停車であった。
2019年末に、平日一日7往復、休日一日6往復の運行となった。
2024年度より、ペトロヴィツェは季節運行の列車を除き全列車停車となった。

## 駅一覧
以下では、チェコ国鉄183号線の駅と営業キロ、停車列車、接続路線などを一覧表で示す。
- 種別
  - Rx：特急
  - Sp：快速
  - Os：普通
- 停車駅
  - ■印：全列車停車
  - ●印：一部通過
  - ○印：一部停車
  - ｜印：全列車通過

| 路線名 | 駅名                                         | 駅間営業キロ | 累計営業キロ | R  | Sp | Os | 接続路線                                                 | 所在地     | 所在地       |
| ------ | -------------------------------------------- | ------------ | ------------ | -- | -- | -- | -------------------------------------------------------- | ---------- | ------------ |
| 183    | ジェレズナー・ルダ・アルジビェチーン駅       | -            | 0.0          | ■  | ■  | ■  | ドイツ国鉄905号線（プラトリング方面）                    | プルゼニ州 | クラトヴィ郡 |
| 183    | ジェレズナー・ルダ中央駅                     | 3.3          | 3.3          | ■  | ■  | ■  |                                                          | プルゼニ州 | クラトヴィ郡 |
| 183    | ジェレズナー・ルダ町駅                       | 1.1          | 4.4          | ■  | ■  | ■  |                                                          | プルゼニ州 | クラトヴィ郡 |
| 183    | シピチャーク駅                               | 3.1          | 7.5          | ■  | ■  | ■  |                                                          | プルゼニ州 | クラトヴィ郡 |
| 183    | ホイソヴァ・ストラージ・ブルチャールニーク駅 | 3.8          | 11.3         | ■  | ■  | ●  |                                                          | プルゼニ州 | クラトヴィ郡 |
| 183    | ハムリ・ホイソヴァ・ストラージ駅             | 4.7          | 16.0         | ■  | ■  | ■  |                                                          | プルゼニ州 | クラトヴィ郡 |
| 183    | ゼレナー・ルホタ駅                           | 7.3          | 23.3         | ■  | ■  | ■  |                                                          | プルゼニ州 | クラトヴィ郡 |
| 183    | デシェニツェ駅                               | 6.8          | 30.1         | ■  | ■  | ■  |                                                          | プルゼニ州 | クラトヴィ郡 |
| 183    | ニールスコ駅                                 | 3.9          | 34.0         | ■  | ■  | ■  |                                                          | プルゼニ州 | クラトヴィ郡 |
| 183    | ペトロヴィツェ・ナド・ウーフラヴォウ駅       | 3.3          | 37.3         | ｜ | ｜ | ●  |                                                          | プルゼニ州 | クラトヴィ郡 |
| 183    | ヤノヴィツェ・ナド・ウーフラヴォウ駅         | 4.2          | 41.5         | ■  | ｜ | ■  | 185号線（ドマジリツェ方面）                              | プルゼニ州 | クラトヴィ郡 |
| 183    | ベズヂェコフ・ウ・クラトフ駅                 | 4.0          | 45.5         | ■  | ｜ | ■  |                                                          | プルゼニ州 | クラトヴィ郡 |
| 183    | クラトヴィ駅                                 | 3.7          | 49.2         | ■  | ■  | ■  | 170号線（プラハ方面）、185号線（ホラジヂョヴィツェ方面） | プルゼニ州 | クラトヴィ郡 |